# 73533 Alonso
73533 Alonso este un asteroid din centura principală de asteroizi.

## Descriere
73533 Alonso este un asteroid din centura principală de asteroizi. A fost descoperit pe 25 iulie 2003 la Observatorio Astronómico de Mallorca din Costitx. Asteroidul prezintă o orbită caracterizată de o semiaxă mare de 2,36 ua, o excentricitate de 0,14 și o înclinație de 5,6° în raport cu ecliptica.